# 南寮端
24°50′33″N 120°56′21″E / 24.84251°N 120.93918°E
南寮端是臺灣台68線連結台15線、榮濱路及南寮大道的交流道，里程指標為0k，形式為直接式和半套鑽石型，位於新竹市北區南寮里、舊港里交界處。直接式匝道於2016年7月28日通車；半套鑽石型匝道於1998年11月通車。
|      | 0 南寮端 |  | 竹南 南寮 |
| 新豐 | 0 南寮端 |  |           |

## 鄰近公路
- 台15線
- 縣道122號

## 後續計畫
- 台61線鳳鼻香山段
  - 公路總局官員簡報時表示，該處已完成路線規劃腹案，工程將跨越鳳山溪、頭前溪、客雅溪，全程多採高架、預計興建南寮、港南兩處交流道，不含土地經費，所需總工程經費約九十到一百億元，其中地方要提自償三十億計畫，如果一切順利，七、八年可完工通車。[2]
  - 路廊規劃：鳳山溪橋共構後，設高架匝道與台15線分離，白地粉圳南岸往西跨越頭前溪，於風力活動公園北側設置南寮漁港交流道，側車道為台68線延伸線，續往南架設主線走新港三路，海濱路，海埔路300巷，於海埔路設置港南交流道（聯絡台15線），後銜接台61線香山以南路段。

## 外部連結
- 台68線南寮端示意圖（交通部公路總局）